# RMS Celtic (1901)
RMS Celtic byl zaoceánský parník společnosti White Star Line. Byl první lodí, která překonala Great Eastern v tonáži – měl přes 20 000 BRT. Byla to první loď z "Velké čtyřky".
Celtic byl spuštěn 4. dubna 1901 v loděnicích Harland & Wolff v Belfastu a vypraven na svou první plavbu z Liverpoolu do New Yorku 26. července.
Na počátku první světové války byl upraven na ozbrojený křižník, ale spotřebovával moc uhlí, a proto se z něj stala v lednu 1916 transportní loď, která převážela vojáky do Egypta. V březnu se vrátil zpět na transatlantické linky.
Roku 1917 najel Celtic na minu u ostrova Man. Sedmnáct lidí na palubě zemřelo, ale Celtic vydržel. Loď byla odtáhnuta do Peel Bay a v Belfastu opravena. V březnu 1918 Celtic torpédovala ponorka UB-77 v Irském moři. Šest lidí na palubě zemřelo, ale Celtic se nepotopil. Byl odtažen do Liverpoolu a znovu opraven.
Brzy ráno, 10. prosince 1928, najel na útes Pollock Rock u města Cobh. Člun RNLB Mary Stanford zachránil všechny na palubě. 7000 tun nákladu odplavalo. Loď se nepodařilo zachránit a byla prohlášena za ztracenou. Na místě, kde ztroskotal, byl kompletně sešrotován roku 1933.